# Picos
Picos là một đô thị thuộc bang Piauí, Brasil. Đô thị này có diện tích 803,261 km², dân số năm 2007 là 70336 người, mật độ 87,56 người/km².